# 輪島警察署
輪島警察署（わじまけいさつしょ）は、石川県警察が管轄する警察署の一つである。
2012年4月1日に隣接する穴水警察署を統合。統合により、これまで管轄する輪島市が地域により管轄する警察署が異なっていた状態が解消された。

## 沿革
- 2006年2月1日 - 輪島市と鳳珠郡門前町が新設合併し、現行の輪島市となったが、旧門前町の区域の管轄は穴水警察署のままであった。
- 2012年4月1日 - 隣接する穴水警察署を統合。分庁舎として穴水庁舎を新設[3]。

## 所在地
輪島警察署（本庁舎）
- 石川県輪島市杉平町鬼田1番地の4

輪島警察署穴水庁舎（旧・穴水警察署）
- 石川県鳳珠郡穴水町川島カ4番地1

## 管轄区域
- 輪島市
- 鳳珠郡穴水町
- 能登空港の区域全域（鳳珠郡能登町の区域も含む）

## 組織
- 警務課
  - 警務係、警察安全相談係
- 会計課
  - 会計係
- 地域課
  - 地域係、機動警ら第一係、機動警ら第二係
- 生活安全刑事課
  - 生活安全係、強行・盗犯係、鑑識係、知能・組織犯罪対策係
- 交通課
  - 企画規制係、事故・指導係
- 警備課
  - 警備係

## 交番
2025年時点。

### 輪島市
- あさいち交番（輪島市河井町一1部7番地の2）
- 門前交番（輪島市門前町走出6部90番2）

### 穴水町
- 穴水庁舎所在地交番（鳳珠郡穴水町字川島カ4番地1）

## 警備派出所
- 能登空港警備派出所（輪島市三井町洲衛10部11番1）

## 駐在所
2025年時点。

### 輪島市
- 大屋駐在所（輪島市下黒川町24番地）
- 大沢駐在所（輪島市大沢町宝来町70番地）
- 三井駐在所（輪島市三井町長沢壱字47番地6）
- 鵠巣駐在所（輪島市大野町菰沢15番地2）
- 南志見駐在所（輪島市尊利地町イ1番2地）
- 町野駐在所（輪島市町野町粟蔵川原田1番3）
- 曽々木駐在所（輪島市町野町西時国鳥毛40番地2）
- 舳倉島駐在所（輪島市海士町舳倉島高見1番地、夏季のみ開設）
- 浦上駐在所（輪島市門前町浦上9-56-1）
- 皆月駐在所（輪島市門前町皆月ソ193番地3）
- 道下駐在所（輪島市門前町道下25の218番3）
- 剱地駐在所（輪島市門前町剱地きの1番地の6）

### 鳳珠郡穴水町
- 比良駐在所（鳳珠郡穴水町字比良い45番地1）
- 甲駐在所（鳳珠郡穴水町字甲レ字161番地14）
- 諸橋駐在所（鳳珠郡穴水町字前波ホ182番地）

## 隣接区域の警察署
- 珠洲警察署
- 七尾警察署
- 羽咋警察署